# Echium vulcanorum
Echium vulcanorum är en strävbladig växtart som beskrevs av A. Cheval. Echium vulcanorum ingår i släktet snokörter, och familjen strävbladiga växter. Inga underarter finns listade i Catalogue of Life.

## Bildgalleri

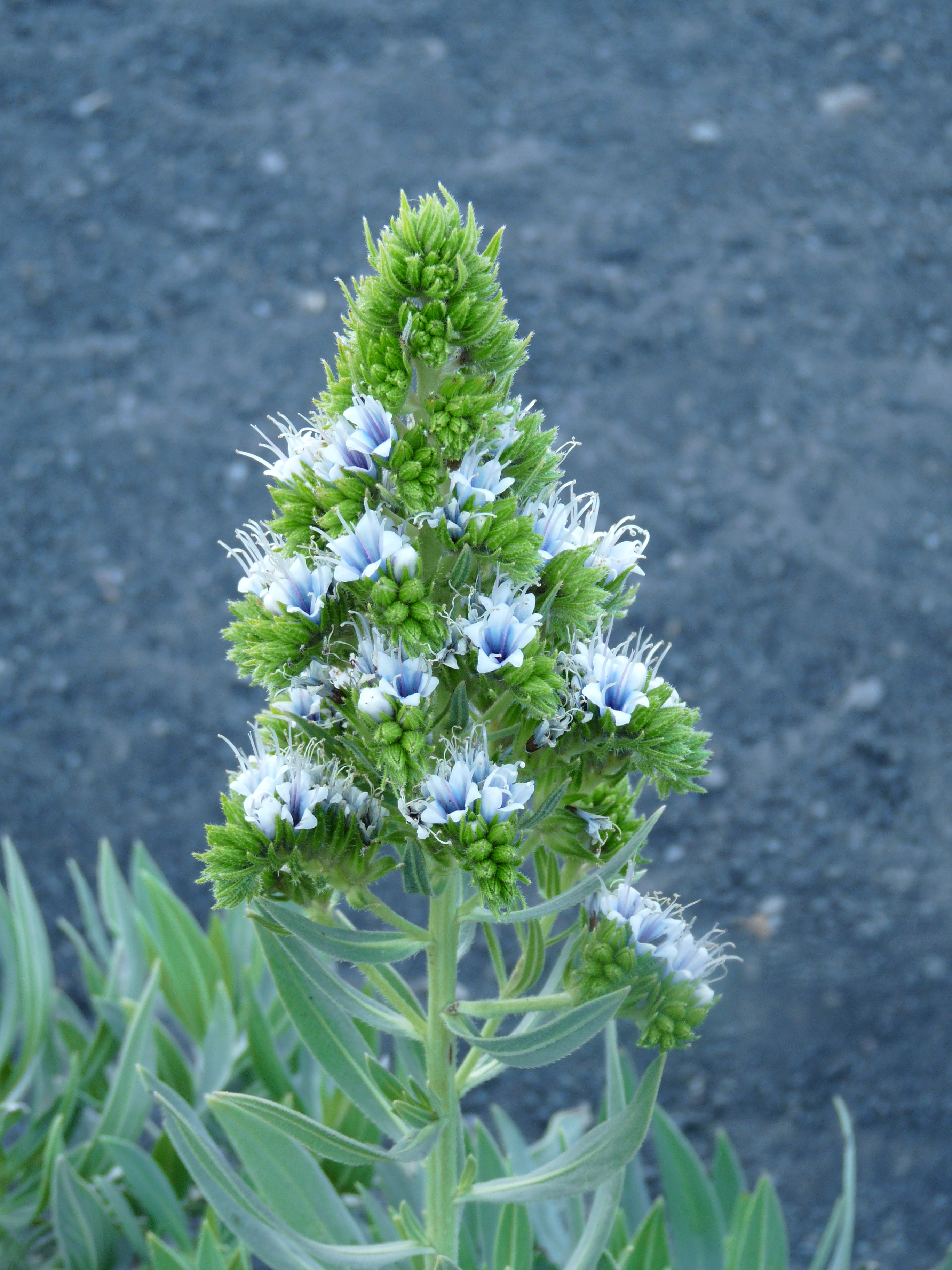
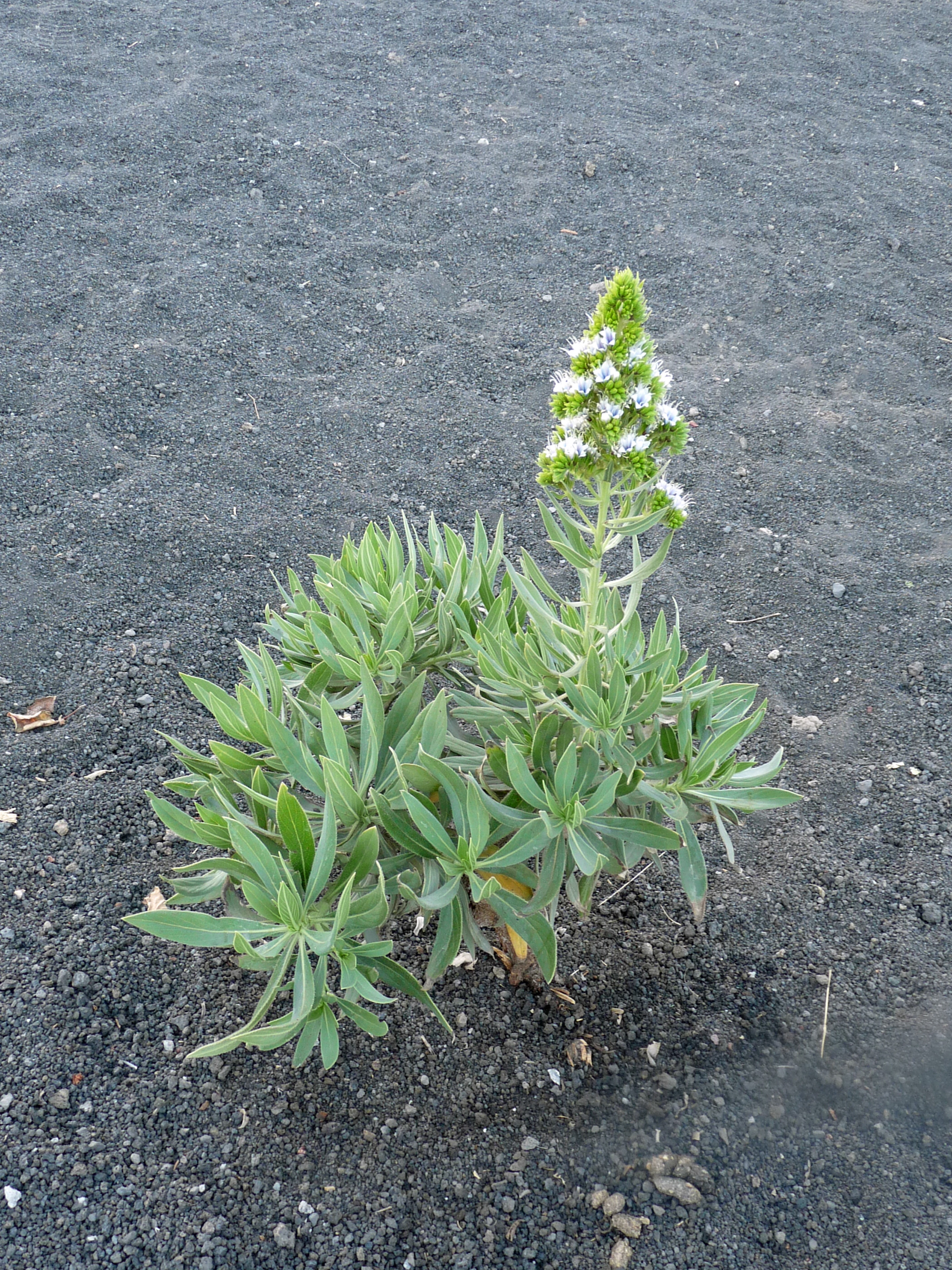